# Sven Ove Hansson
Sven Ove Hansson, född 6 december 1951 i Kävlinge, är en svensk filosof och författare, professor i filosofi vid Kungliga Tekniska högskolan (KTH). Han har publicerat cirka 30 böcker om vetenskapsteori och politisk filosofi och över 300 fackfilosofiska artiklar inom bland annat beslutsteori samt olika grenar av filosofisk logik. Bland hans böcker kan nämnas Vetenskap och ovetenskap (2:a utök. och revid. uppl. 2003), A Textbook of Belief Dynamics (1999), The Structure of Values and Norms (2001) och Verktygslära för filosofer (4:e uppl. 2015).
Sven Ove Hansson blev medicine kandidat 1972 vid Lunds universitet, filosofie kandidat 1981 vid Uppsala universitet, och disputerade 1991 i teoretisk filosofi, också vid Uppsala universitet. Han blev året därefter utnämnd till docent. År 1999 avlade han en andra doktorsexamen, i praktisk filosofi vid Lunds universitet. Han har varit anställd i Fabriksarbetareförbundet 1975-1978, och av socialdemokratiska partiet 1978-1983, samt deltagit i statliga kommissioner. Från 1985 har Hansson varit verksam som forskare på heltid. Han är redaktör för den filosofiska tidskriften Theoria och sitter i redaktionsrådet för Tidskrift för politisk filosofi. Han har tidigare varit vice ordförande i Riskkollegiet och var under en period ansvarig utgivare för dess nyhetsblad.
Hansson var 1982–1988 föreningen Vetenskap och Folkbildnings förste ordförande. Han är (2023) redaktör och ansvarig utgivare för föreningens tidskrift Folkvett.
2009 invaldes han som ledamot nr 1 562 i Kungliga Ingenjörsvetenskapsakademin.